# Loket (ort i Tjeckien, Mellersta Böhmen)
Loket är en ort i Tjeckien.   Den ligger i regionen Mellersta Böhmen, i den centrala delen av landet, 70 km sydost om huvudstaden Prag. Loket ligger 455 meter över havet och antalet invånare är 524.
Terrängen runt Loket är huvudsakligen platt, men åt sydväst är den kuperad. Runt Loket är det ganska glesbefolkat, med 28 invånare per kvadratkilometer. Närmaste större samhälle är Zruč nad Sázavou, 9,4 km norr om Loket. Omgivningarna runt Loket är en mosaik av jordbruksmark och naturlig växtlighet.